# نواة العصب تحت اللسان
نواة العصب تحت اللسان(بالإنجليزية: Hypoglossal nucleus)‏ هي نواة حَركية وواحدة من أنوية العصب القِحفي، ويمتد طُولها على مقربة من الخط الناصف في النخاع المستطيل.